# Germandat d'Antics Cavallers Legionaris

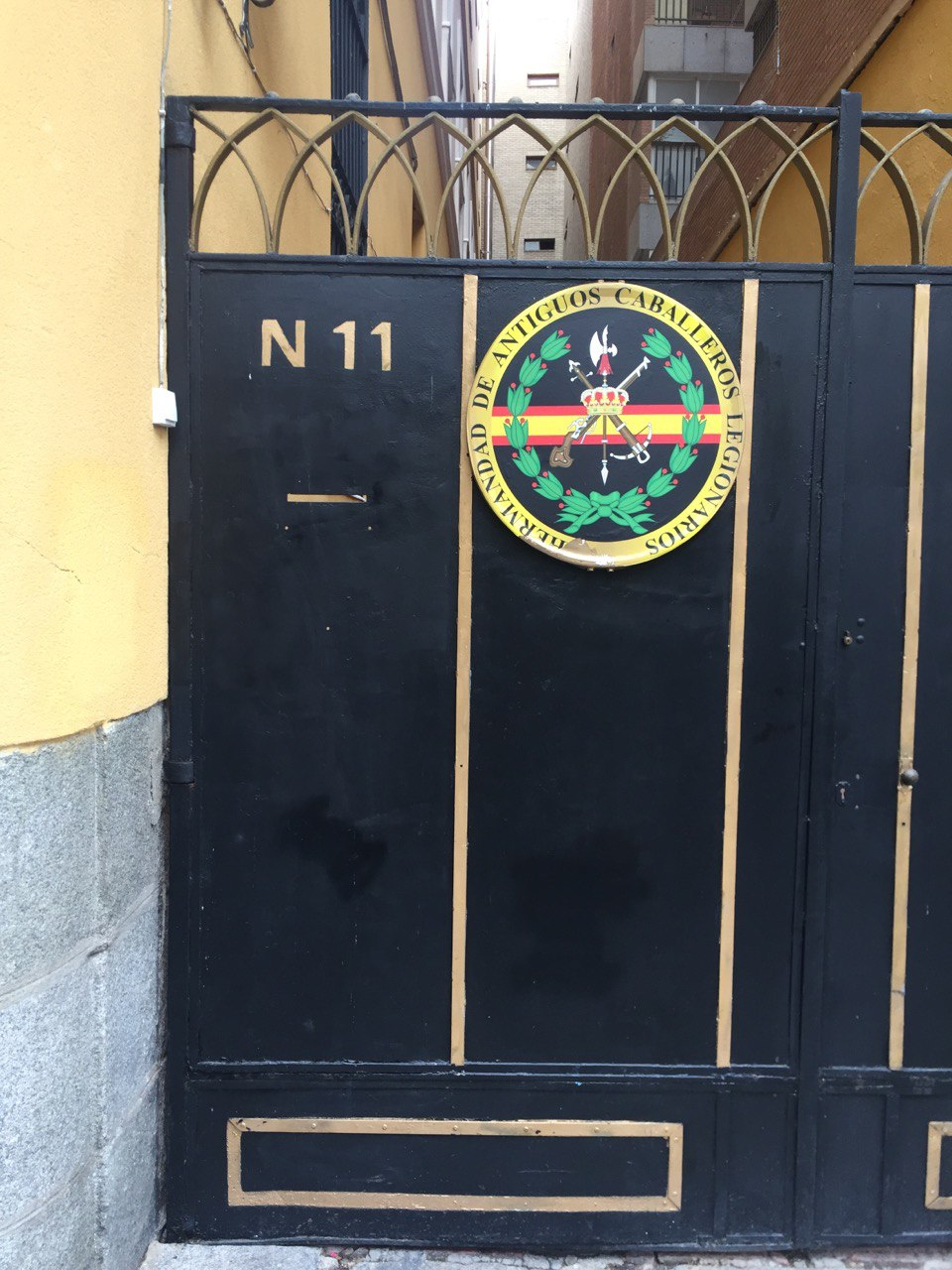
Seu de la Germandat a Madrid.

La Germandat d'Antics Cavallers Legionaris (oficialment en castellà Hermandad de Antiguos Caballeros Legionarios) és una associació civil, apolítica i sense ànim de lucre espanyola, que té per objectiu l'ajuda i l'assistència social dels militars que han format part de la Legió Espanyola un cop han finalitzat les seves tasques a l'exèrcit. Acollida a la Llei d'associacions de 22 de març de 2004, fou creada l'any 1966. Té la seu al Quarter de Sant Nicolau, situat al carrer de San Nicolás, núm. 11, de Madrid. A data de novembre de 2012, el seu president era el coronel Ramón Moya Ruiz.
Durant la Setmana Santa de 2012, s'encetà la polèmica per la seva participació en diverses processons, com la de Roquetes, Badia del Vallès o Mataró, vestits amb l'uniforme militar de legionari. A final d'any, l'entitat va rebre el títol d'honor de la Fundació Nacional Francisco Franco. El 30 d'octubre de 2013 saltà novament la polèmica quan es va fer públic que el Consorci de la Zona Franca de Barcelona, entitat governada pel Partit Popular, acordà la cessió, temporal i gratuïta, de 5.000 metres quadrats a la secció que disposen a la ciutat perquè hi realitzessin activitats socioculturals.